# Nächste Ausfahrt Glück – Übers Ziel hinaus
Nächste Ausfahrt Glück – Übers Ziel hinaus ist ein deutscher Fernsehfilm aus dem Jahr 2024. Die Erstausstrahlung erfolgte am 20. Oktober 2024 im ZDF, nachdem er bereits eine Woche zuvor in der ZDF Mediathek verfügbar war. Der Film ist die siebte Folge der im Rahmen der ZDF-Herzkino-Reihe ausgestrahlten Filmreihe Nächste Ausfahrt Glück.

## Handlung
Nachdem Juri und Katharina ihre Beziehung offenbart haben, wurde Katharina von ihrem Mann verlassen und will mit Juri in dessen zweite Heimat Kanada auswandern. Aber auch für Georg hat sie nach 30 Jahren Ehe noch Gefühle. Als Juris und Katharinas Freundin Sybille schwer erkrankt, beschließt Katharina vorerst in Eisenach zu bleiben und ihrer Freundin beizustehen.  
Unterdessen lernt Juris Vater die Gräfin Stuschke kennen und verliebt sich in sie. Ob sie es ernst mit ihm meint oder eine Betrügerin ist, bleibt zunächst unklar.

## Hintergrund
Der siebte und achte Teil der Filmreihe wurden gemeinsam im Sommer 2023 im thüringischen Eisenach und Umgebung sowie in Berlin und Brandenburg gedreht.

## Rezeption

### Kritiken
TV Spielfilm befand „Unsäglicher Betroffenheits-Kitsch mit unterirdischen Dialogen.“.

### Einschaltquoten
Die Erstausstrahlung des Films am 20. Oktober 2024 im ZDF erreichte 4,01 Millionen Zuschauer, was dem Sender 15,2 Prozent Marktanteil bescherte.